# Marathon (Floride)
Pour les articles homonymes, voir Marathon.
La ville de Marathon est située dans le comté de Monroe, dans l’État de Floride, aux États-Unis. Sa population s’élevait à 8 297 habitants lors du recensement de 2010, estimée à 8 877 habitants en 2017.

## Géographie
Marathon fait partie des Keys.

## Démographie
| 1970  | 1980  | 1990  | 2000   | 2010  | - |
| ----- | ----- | ----- | ------ | ----- | - |
| 4 397 | 7 568 | 8 857 | 10 255 | 8 297 | - |

## Transports
La ville est desservie par le Florida Keys Marathon Airport (IATA : MTH, ICAO : KMTH, FAA LID : MTH), aéroport public.

## Source
- (en) Cet article est partiellement ou en totalité issu de l’article de Wikipédia en anglais intitulé « Marathon, Florida » (voir la liste des auteurs).